# Борисув (гміна Жижин)
Борисув (пол. Borysów) — село в Польщі, у гміні Жижин Пулавського повіту Люблінського воєводства.
Населення — 398 осіб (2011).

## Демографія
Демографічна структура станом на 31 березня 2011 року:
|          | Загалом | Допрацездатний вік | Працездатний вік | Постпрацездатний вік |
| -------- | ------- | ------------------ | ---------------- | -------------------- |
| Чоловіки | 202     | 50                 | 132              | 20                   |
| Жінки    | 196     | 27                 | 108              | 61                   |
| Разом    | 398     | 77                 | 240              | 81                   |